# Basse-Allaine
Basse-Allaine je obec ve švýcarském kantonu Jura. Žije zde přibližně 1 200 obyvatel.

## Geografie
Obec se nachází v nejsevernější části kantonu Jura, severně od Porrentruy, hlavního města oblasti Ajoie, na hranici s Francií.
Sousedními obcemi jsou Boncourt, Bure, Coeuve, Courchavon a Damphreux-Lugnez v kantonu Jura a Courcelles a Villars-le-Sec ve Francii.

## Historie
Obec vznikla s účinností od 1. ledna 2009 sloučením doposud samostatných obcí Buix, Courtemaîche a Montignez. Sídlem obecní správy je Courtemaîche.
Název Basse-Allaine je odvozen od řeky Allaine, která opouští Švýcarsko u Boncourtu.
V červnu 2007 obec Courchavon odstoupila od probíhajícího projektu fúze, a to především z finančních důvodů. Na konci října 2007 obec Courtemaîche odmítla vytvořit novou obec Allancourt.

## Doprava
Obec se nachází na kantonální silnici Porrentruy–Boncourt. Má také železniční spojení, a to prostřednictvím trati Delémont–Delle se stanicí Courtemaîche a zastávkami Buix a Grandgourt (od roku 2022 zrušena).